# Liste der Bodendenkmäler in Buxheim (Schwaben)
Auf dieser Seite sind die Bodendenkmäler in der schwäbischen Gemeinde Buxheim zusammengestellt. Diese Tabelle ist eine Teilliste der Liste der Bodendenkmäler in Bayern. Grundlage ist die Bayerische Denkmalliste, die auf Basis des Bayerischen Denkmalschutzgesetzes vom 1. Oktober 1973 erstmals erstellt wurde und seither durch das Bayerische Landesamt für Denkmalpflege geführt wird. Die folgenden Angaben ersetzen nicht die rechtsverbindliche Auskunft der Denkmalschutzbehörde.

## Bodendenkmäler in Buxheim
| Lage       | Objekt | Akten-Nr.     | Bild           |
| ---------- | --- | ------------- | -------------- |
| (Standort) | Siedlung des Mittelneolithikums und der Urnenfelderzeit. | D-7-7926-0013 |                |
| (Standort) | Mittelalterliche und frühneuzeitliche Befunde im Bereich des ehemaligen Kartäuserklosters in Buxheim.                                                        | D-7-7926-0020 | weitere Bilder |
| (Standort) | Siedlung der römischen Kaiserzeit sowie mittelalterliche und frühneuzeitliche Befunde im Bereich der katholischen Pfarrkirche St. Peter und Paul in Buxheim. | D-7-7926-0022 | weitere Bilder |
| (Standort) | Befestigung vor- und frühgeschichtlicher Zeitstellung und Burgstall des Mittelalters.                                                                        | D-7-8026-0002 |                |
| (Standort) | Grabhügel der Hallstattzeit. | D-7-8026-0003 |                |
| (Standort) | Grabhügel der Hallstattzeit. | D-7-8026-0004 |                |
| (Standort) | Grabhügel der Hallstattzeit. | D-7-8026-0005 |                |
| (Standort) | Verebneter Grabhügel vorgeschichtlicher Zeitstellung. | D-7-8026-0006 |                |
| (Standort) | Grabhügel vorgeschichtlicher Zeitstellung. | D-7-8026-0050 |                |